# John Lavery

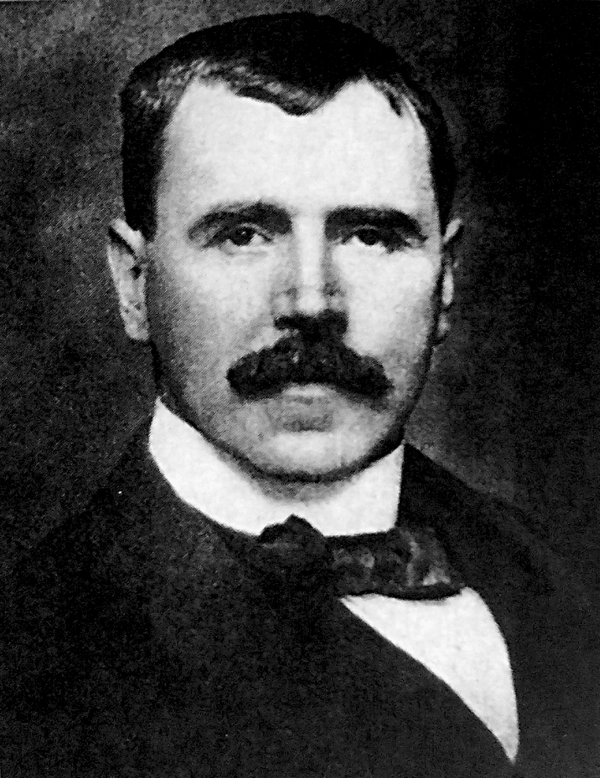
John Lavery, foto Thomas Annan, ca. 1880

John Lavery (Belfast, 2 maart 1856 - Kilkenny, 10 januari 1941) was een Iers kunstschilder, vooral bekend om zijn estheticistische portretten.

## Leven en werk
Lavery verloor al op jonge leeftijd zijn ouders. In 1878 ging hij studeren aan de 'Glasgow School of Art' te Belfast, in 1879 switchte hij naar de 'Heatherly School of Art' te Londen en in 1881 ging hij op aanraden van zijn leraren naar Parijs, waar hij studeerde aan de 'Académie Julian', onder William Bouguereau en Tony Robert-Fleury. Hij schilderde in deze periode vooral landschappen, exposeerde in de Parijse salon en werd lid van de kunstenaarskolonie in Grez-sur-Loing. Na zijn terugkeer naar Groot-Brittannië vestigde Lavery zich in Glasgow, waar hij lid werd van de Glasgow School, een groep van moderne kunstenaars.
Vanaf 1886 exposeerde Lavery ook regelmatig bij de Royal Academy of Arts. In 1888 kreeg hij opdracht een staatsbezoek van koningin Victoria aan Glasgow te portretteren, waarmee zijn naam definitief gevestigd werd. Hij ging wonen in Londen en raakte bevriend met James McNeill Whistler. Van impressionistische landschappen schakelde steeds vaker hij over op de portretschilderkunst, waarbij hij duidelijk beïnvloed werd door Whistlers estheticisme. Samen met Whistler richtte hij in 1898 ook de International society of sculptors, painters and etchers op. In 1911 trad hij als 'associate' toe tot de Royal Academy (in 1921 werd hij lid). In 1913 werd hij tot ridder geslagen.
Tijdens de Eerste Wereldoorlog werd Lavery, samen met onder anderen William Orpen, benoemd tot officieel oorlogsschilder. Na de oorlog steunde hij actief de Ierse Onafhankelijkheidsoorlog en stelde meermaals zijn Londense huis ter beschikking aan Ierse onderhandelaars, onder andere aan Michael Collins, die hij na diens gewelddadige dood ook portretteerde.
Lavery’s eerste vrouw Kathleen MacDickmott overleed in 1891, kort na de geboorte van hun dochter, twee jaar na hun huwelijk. Hij hertrouwde in 1909 met Hazel Martyn, die veelvuldig voor hem zou poseren. Tijdens zijn latere leven reisde hij ook meermaals met zijn vrouw naar de Middellandse Zee en Noord-Afrika. Hij overleed op 84-jarige leeftijd.
Veel werk van Lavery bevindt zich momenteel in Tate Gallery te Londen en de Dublin City Gallery.

## Galerij

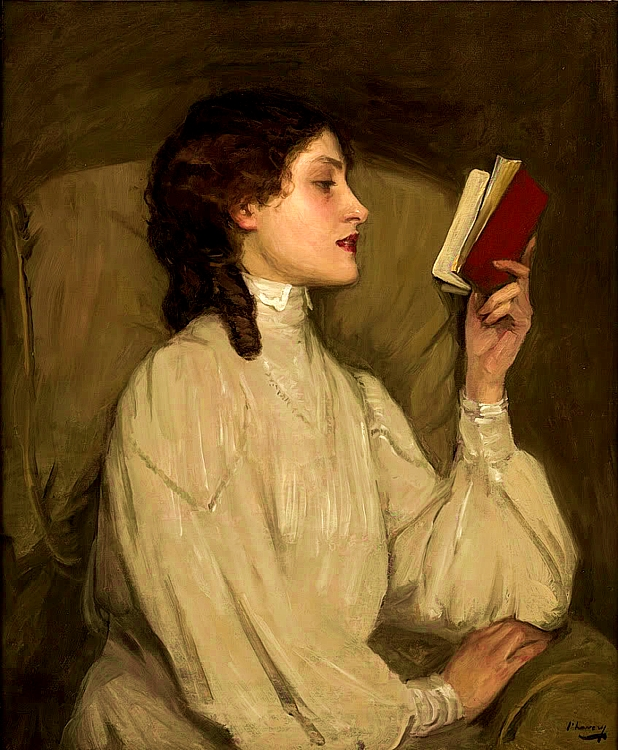
Miss Auras
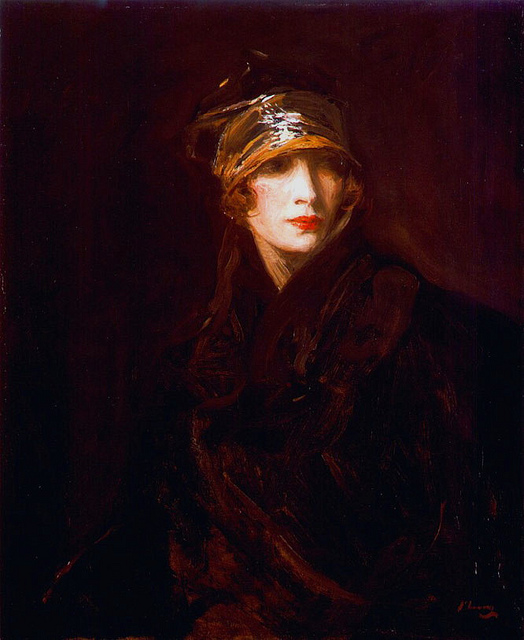
The Golden Turban (Hazel Lavery)
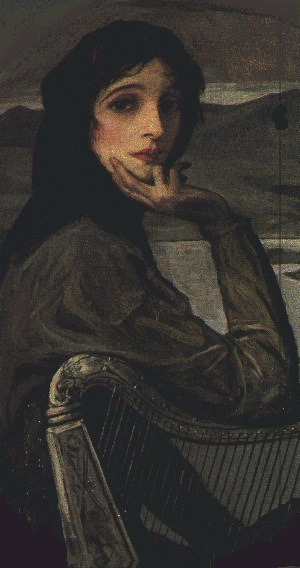
Cathleen ni Houlihan (Hazel Lavery)
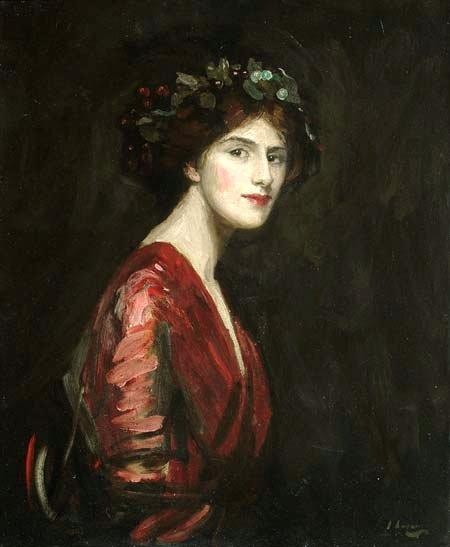
Mrs Ralph Peto as a Bacchante
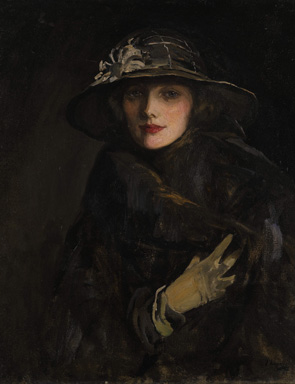
A Lady in Brown (Gwendolyn Churchill)
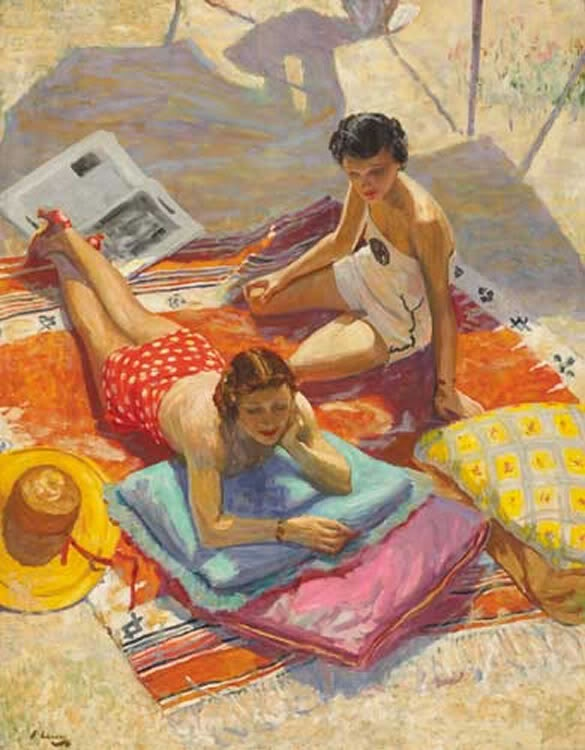
Sunbathers
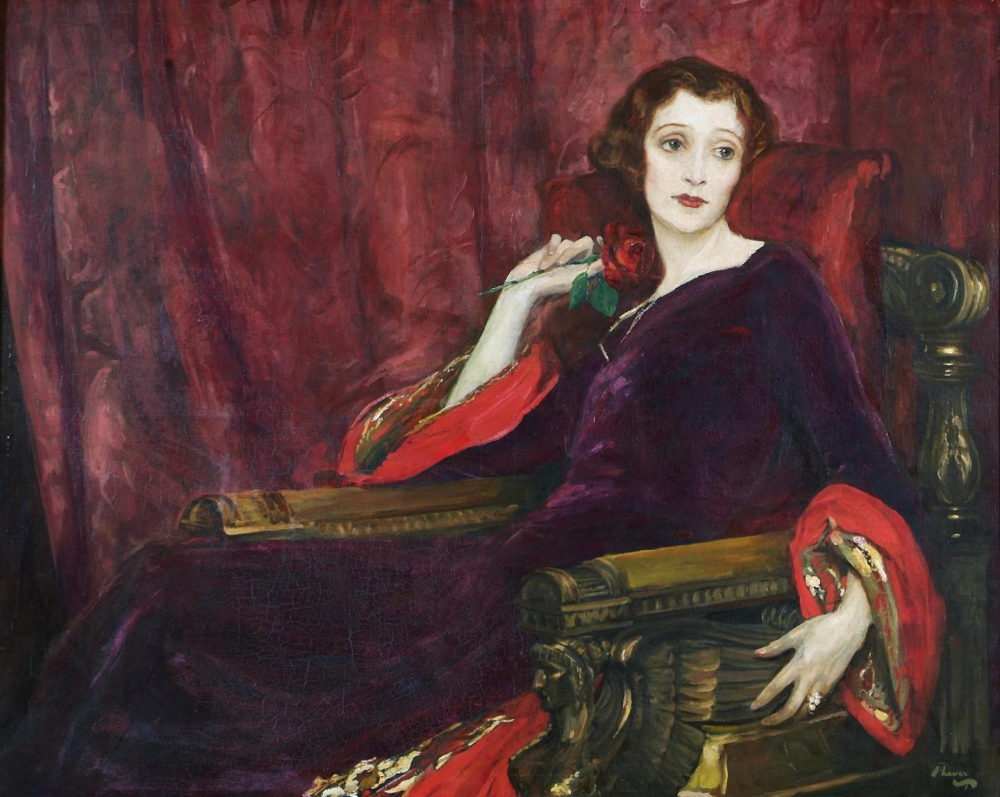
The Red Rose (Hazel Lavery)
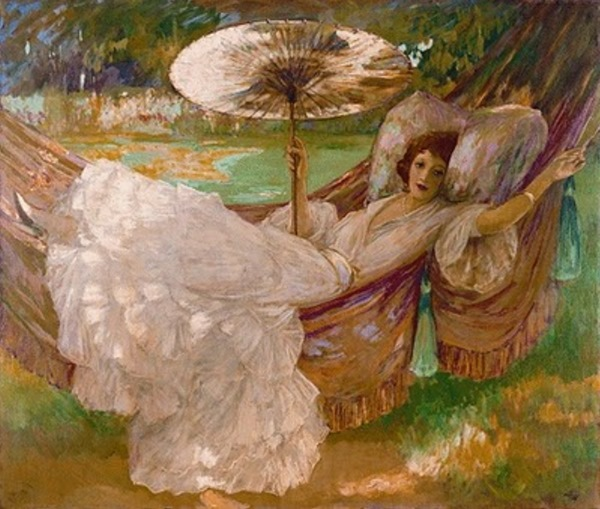
The red Fan (Lady Lavery)
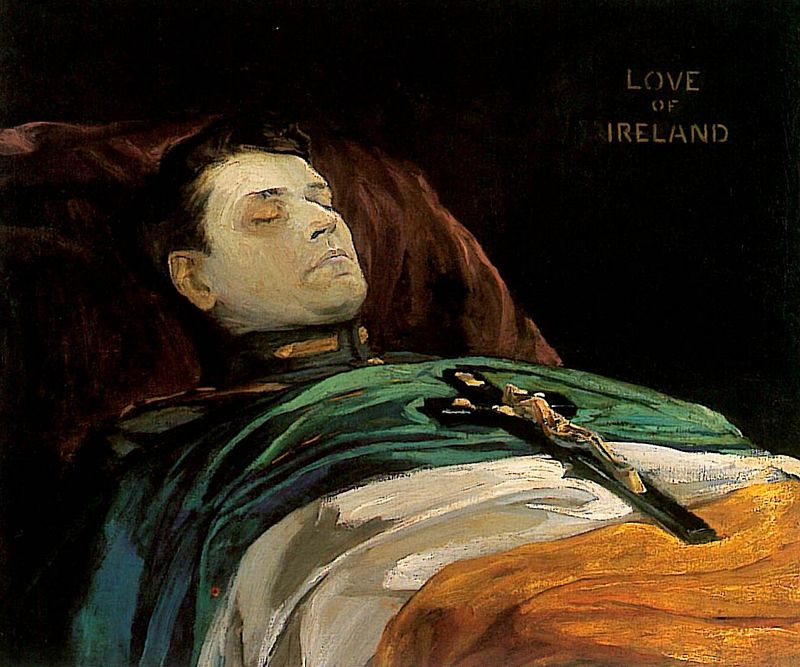
Michael Collins
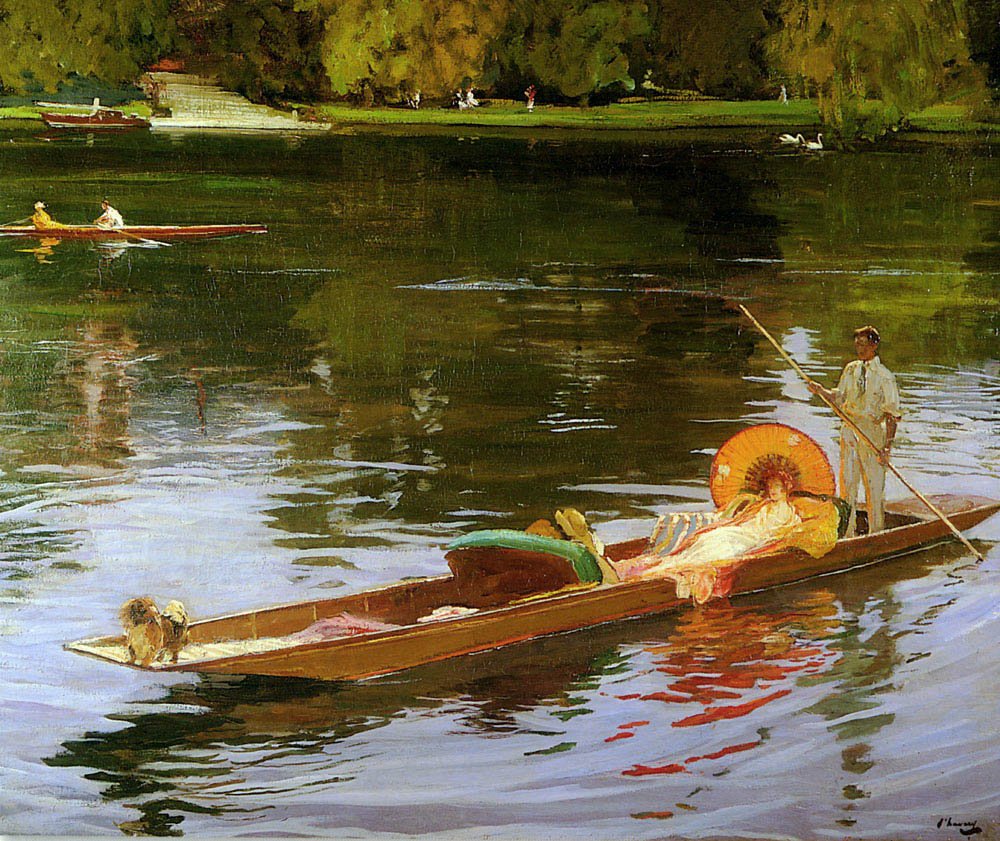
Boating on the Thames